# Komma (Musik)
Unter einem Komma versteht man in der Musiktheorie ein kleines Intervall (wesentlich kleiner als ein Halbton), das sich als Differenz unterschiedlicher Kombinationen reiner Intervalle ergibt. Der Begriff steht in enger Beziehung zu den Stimmungssystemen. Beim Versuch, eine möglichst große Anzahl musikalisch verwendbarer Töne und Intervalle zu gewinnen, werden stets ein oder mehrere Kommata ausgeglichen.
Besonders wichtig sind das pythagoreische und das syntonische Komma. Das pythagoreische Komma wird anschaulich im Quintenzirkel: Die Aufeinanderreihung von 12 reinen Quinten führt oktaviert zu einem Ton, der geringfügig höher ist als der Ausgangston. Das syntonische Komma ist der Unterschied der pythagoreischen zur reinen Terz: Die Aufeinanderreihung von 4 reinen Quinten führt oktaviert zu einem Ton, der geringfügig höher ist als der Ton im Abstand einer reinen Terz über dem Ausgangston.

## Übersicht
| Name                  | Entstehung                                                   | Intervall in Eulerschreibweise | ungefähre Größe |
| --------------------- | ------------------------------------------------------------ | ------------------------------ | --------------- |
| Pythagoreisches Komma | 12 Quinten − 7 Oktaven                                       | Ges-Fis                        | 23,460 Cent     |
| Syntonisches Komma    | 4 Quinten − gr. Terz − 2 Okt.                                | ,Fis-Fis                       | 21,506 Cent     |
| Schisma               | 8 Quinten + gr. Terz − 5 Okt. = pyth. K. − synt. K.          | Ges-,Fis                       | 1,954 Cent      |
| Diaschisma            | 3 Oktaven − 4 Quinten − 2 gr. Terzen = 2*synt. K. − pyth. K. | ,Fis-’Ges                      | 19,553 Cent     |
| Kleine Diësis         | Oktave − 3 gr. Terzen = 3*synt. K. − pyth. K.                | ,,Fis-’Ges                     | 41,059 Cent     |
| Große Diësis          | 4 kl. Terzen − Oktave = 4*synt. K. − pyth. K.                | ,,Fis-’’Ges                    | 62,565 Cent     |

(Die in der zweiten Spalte genannten Intervalle sind die der reinen Stimmung. Die Cent-Angaben sind folglich nur Näherungen.)

## Pythagoreisches Komma
Zwölf reine Quinten übereinandergelegt erreichen einen Ton, der von der siebten Oktave des Grundtons einen Abstand etwa eines viertel Halbtones hat, das pythagoreische Komma:
{\displaystyle {\frac {\left({\frac {3}{2}}\right)^{12}}{2^{7}}}={\frac {3^{12}}{2^{19}}}={\frac {531441}{524288}}\,\,{\widehat {\approx }}\,{\text{ 23,46 Cent}}}

## Syntonisches Komma
Vier reine Quinten (3/2) übereinandergelegt erreichen einen Ton, der von der zweiten Oktave des Grundtons einen Abstand von einer (großen) pythagoreischen Terz hat. Diese Terz ist etwa um einen fünftel Halbton, das syntonische Komma oder didymische Komma, größer ist als die reine Terz.
Die pythagoreische Terz im Vergleich zur reinen Terz:
{\displaystyle {\text{pyth. Terz: }}{\frac {\left({\frac {3}{2}}\right)^{4}}{2^{2}}}={\frac {3^{4}}{2^{6}}}={\frac {81}{64}}\,\,{\widehat {\approx }}\,{\text{ 407,82 Cent;}}\quad {\text{ reine Terz: }}{\frac {5}{4}}\,\,{\widehat {\approx }}\,{\text{ 386,31 Cent.}}}
Das syntonische Komma:
{\displaystyle {\frac {81}{64}}\cdot {\frac {4}{5}}={\frac {81}{80}}\,\,{\widehat {\approx }}\,\,(407{,}82-386{,}31){\text{ Cent}}={\text{21,51 Cent.}}}
Der große Ganzton (9/8) unterscheidet sich vom kleinen Ganzton (10/9) um das syntonische Komma:
{\displaystyle {\frac {9}{8}}\cdot {\frac {9}{10}}={\frac {81}{80}}\,\,{\widehat {\approx }}{\text{ 21,51 Cent.}}}

## Schisma
Das Schisma (griechisch: σχίσμα „Trennung“) ist die Differenz: pythagoreisches Komma minus syntonisches Komma
{\displaystyle =23{,}46\;\mathrm {Cent} -21{,}51\;\mathrm {Cent} =1{,}95\;\mathrm {Cent.} }
Das Frequenz-Verhältnis errechnet sich zu
{\displaystyle {\frac {\left({\frac {3}{2}}\right)^{12}}{2^{7}}}:{\frac {81}{80}}={\frac {32\,805}{32\,768}}\,\,{\widehat {\approx }}\,\,1{,}9537\;\mathrm {Cent} } oder
{\displaystyle {\text{Schisma}}={\text{pythagoreisches Komma}}-{\text{syntonisches Komma}}}
{\displaystyle =(12\,{\text{Quinten}}-7\,{\text{Oktaven}})-(4\,{\text{Quinten}}-{\text{große Terz}}-2\,{\text{Oktaven}})}
{\displaystyle ={\text{große Terz}}+8\,{\text{Quinten}}-5\,{\text{Oktaven}}}
Das Frequenz-Verhältnis errechnet sich dann ebenfalls zu
{\displaystyle {\frac {5}{4}}\cdot ({\frac {3}{2}})^{8}:2^{5}={\frac {32\,805}{32\,768}}\,\,{\widehat {\approx }}\,\,1{,}9537\;\mathrm {Cent} }.
Andreas Werckmeister (Musicalische Temperatur, Quedlinburg 1691) betrachtet das Schisma bei der Konstruktion seiner wohltemperierten Stimmungen: Geht man von h zwölf reine Quinten herab, so wird ein ces erreicht. Das sieben Oktaven höhere CES ist ein pythagoräisches Komma tiefer als das ausgängliche h. Geht man andererseits von h ein syntonisches Komma herab, so erhält man einen Ton ,h (Tiefkomma-h), der im reinen Durakkord g-,h-d vorkommt, und der nur um ein Schisma höher ist als CES. Dieser Unterschied ist an der „Grenze der wahrnehmbaren Tonunterschiede“ (Siehe Das Reinharmonium). Man kann also ,h mit ces identifizieren: ,h = ces, ebenso des = ,cis; es=,dis; ges=,fis; as = ,gis; b = ,ais usw.
Das Schisma sollte nicht mit dem zwölften Teil des pythagoreischen Kommas verwechselt werden (der für Stimmungssysteme relevant ist), auch wenn sich die Zahlenwerte in Cent ähneln:
{\displaystyle {\sqrt[{12}]{\frac {531441}{524288}}}\,\,{\widehat {\approx }}\,\,1{,}9550\;\mathrm {Cent} }.

## Kleine Diësis (enharmonisches Komma)
In reiner Stimmung hat zum Beispiel Dis eine tiefere Tonhöhe als Es.
- Frequenzverhältnis D–E = {\displaystyle {\frac {10}{9}}} (kleiner Ganzton)
- Frequenzverhältnis D–Es = {\displaystyle {\frac {16}{15}}} (diatonischer Halbton)
- Frequenzverhältnis Dis–E = {\displaystyle {\frac {16}{15}}} (diatonischer Halbton)
- Frequenzverhältnis Dis–Es = {\displaystyle {\frac {16}{15}}\cdot {\frac {9}{10}}\cdot {\frac {16}{15}}={\frac {128}{125}}\,\,{\widehat {\approx }}\,\,41{,}06\;\mathrm {Cent} \approx {\frac {1}{5}}\;\mathrm {Ganzton} }[1]

Man nennt dieses Intervall kleine Diësis (seltener enharmonisches Komma) = 1 Oktave − 3 große reine Terzen = 7 Oktaven − 12 mitteltönige Quinten.
Um die kleine Diësis unterscheiden sich in reiner Stimmung also Dis und Es, ebenso Gis und As und in mitteltöniger Stimmung Cis und Des, Dis und Es, Fis und Ges, Gis und As sowie Ais und B. (Bei einer 12-stufigen Tastatur muss man sich dann für jeweils eine Belegung entscheiden.)

## Große Diësis
Werden vier kleine Terzen aneinander gereiht, so ergeben diese in gleichstufig-temperierter Stimmung eine Oktave, in reiner Stimmung dagegen ein etwas größeres Intervall. Der Unterschied zur Oktave wird große Diësis genannt:
In C-Dur: C-Es-Ges-Heses-deses:
{\displaystyle {\begin{alignedat}{2}{\text{große Diësis}}&={\text{4 kleine Terzen}}_{\text{rein}}&&-{\text{Oktave}}=4\cdot {\text{syntonisches Komma}}-{\text{pythagoreisches Komma}}\\&\approx {\text{ 62,565 Cent}}\end{alignedat}}}

## Diaschisma
In reiner Stimmung hat zum Beispiel Cis eine tiefere Tonhöhe als Des.
- Frequenzverhältnis C–D = {\displaystyle {\frac {9}{8}}} (großer Ganzton)
- Frequenzverhältnis C–Des = {\displaystyle {\frac {16}{15}}} (diatonischer Halbton)
- Frequenzverhältnis Cis–D = {\displaystyle {\frac {16}{15}}} (diatonischer Halbton)
- Frequenzverhältnis Cis–Des = {\displaystyle {\frac {16}{15}}\cdot {\frac {8}{9}}\cdot {\frac {16}{15}}={\frac {2048}{2025}}\,\,{\widehat {\approx }}\,\,19{,}55\;\mathrm {Cent} \approx {\frac {1}{5}}\;\mathrm {Halbton} }

Man nennt dieses Intervall Diaschisma = 3 Oktaven − 4 Quinten − 2 gr. Terzen.
Um das Diaschisma unterscheiden sich in reiner Stimmung auch Fis und Ges sowie Ais und B.

## Kleiner und großer Halbton, Diaschisma und kleine Diësis
Erweitert man die C-Dur-/c-Moll-Tonleiter um den Ton ,Cis, der bei Modulation nach D-Dur auftritt, um den Ton ,,Dis, der bei Modulation nach ,E-moll auftritt und um den Ton 'Des des Neapolitaners, so erhält man folgende Intervalle:
```
C        ,Cis         'Des        D        ,,Dis        'Es       ,E          F
 135/128    2048/2025    135/128    25/24      128/125     25/24     16/15     
 ≈92 Cent   ≈20 Cent     ≈92 Cent   ≈71 Cent   ≈41 Cent    ≈71 Cent  ≈112 Cent  
```

In der ersten Zeile steht der Tonname, in der zweiten das Frequenzverhältnis benachbarter Töne und in der dritten dessen angenäherte Größe in Cent.
Die Intervalle sind:
- Diatonischer Halbton = ,E–F ≈ 111,7 Cent, Frequenzverhältnis 16/15,
- Großer chromatische Halbton = C–,Cis = 'Des–D ≈ 92,2 Cent, Frequenzverhältnis 135/128,
- Kleiner Chromatischer Halbton = D–,,Dis = 'Es–,E ≈ 70,7 Cent, Frequenzverhältnis 25/24,

Die Töne der "schwarzen Tasten" sind dabei nicht enharmonisch verwechselbar, sie unterscheiden sich folgendermaßen:
- Diaschisma = ,Cis–'Des ≈ 19,6 Cent, Frequenzverhältnis 2048/2025 und
- kleine Diësis = ,,Dis–'Es ≈ 41,1 Cent, Frequenzverhältnis 128/125.

## Septimales Komma
Als Septimales oder Leipziger Komma wird das ca. 27,26 Cent große Intervall mit dem Schwingungsverhältnis 64:63 bezeichnet, das zwischen
- der Naturseptime (7:4 ca. 968,82 Cent) und
- der kleinen Septime (16:9 ca. 996,08 Cent)

der reinen Stimmung liegt.

## Geschichtliche Einordnung
In Euklids Teilung des Kanons, in dem das theoretische Wissen über Musik der damaligen Zeit (ca. 3. Jahrhundert v. Chr.) zusammengefasst wird, kann man als Satz 14 nachlesen: „Die Oktave ist kleiner als 6 Ganztöne.“ Dabei ist die Oktave das Intervall mit der Proportion (heutige Interpretation: Frequenzverhältnis) 2:1 und der Ganzton das Intervall mit der Proportion 9:8. Die Differenz (sechs Ganztöne − Oktave) bezeichnet man als pythagoreisches Komma. Dessen Proportion wird bei Euklid zu 531441:524288 angegeben (allerdings kommt der Terminus κόμμα bei Euklid nicht vor).
Erst mit Aufkommen der mehrstimmigen Musik in Renaissance und Barock spielten die Kommata, besonders für das Stimmen von Tasteninstrumenten, bei denen nur 12 Tonstufen in der Oktave vorhanden waren, eine entscheidende Rolle. Es wurde eine Vielzahl von Stimmungssystemen entwickelt, in denen die Kommata unterschiedlich auf die Tonstufen verteilt wurden.